# Trnovec, Sevnica
Trnovec je naselje v Občini Sevnica.